# Honorarkonsulat der Dominikanischen Republik in der Slowakischen Republik

Das Staatswappen der Dominikanischen Republik

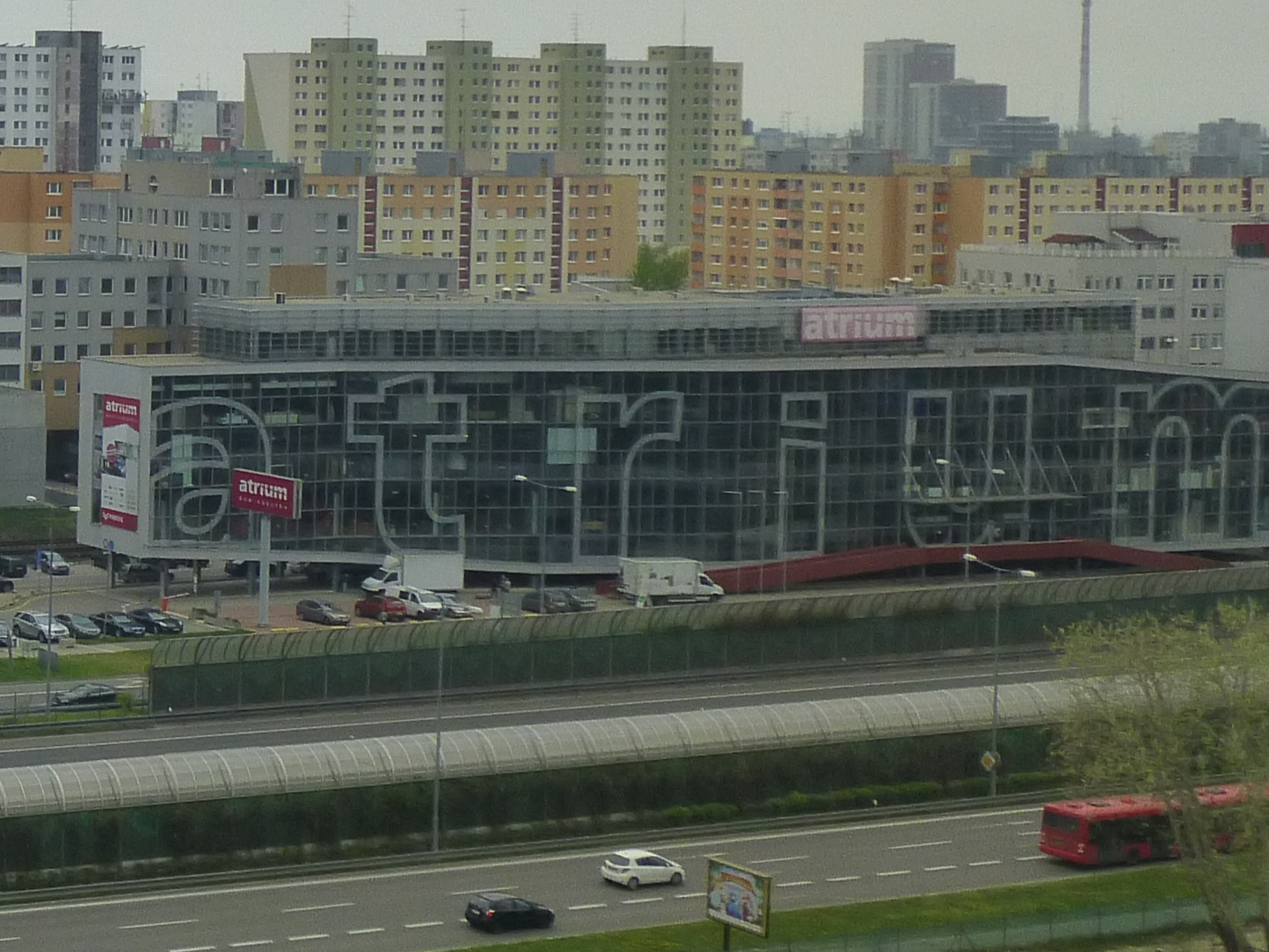
Sitz des Honorarkonsulats in der Einsteinova ulica 9 in Bratislava

Das Honorarkonsulat der Dominikanischen Republik in der Slowakischen Republik (slowakisch Honorárny konzulát Dominikánskej republiky v Slovenskej republike, spanisch Consulado Honorario de la República Dominicana ante la República Eslovaca) ist eine diplomatische Mission der Dominikanischen Republik in der Slowakei.
Das Konsulat wurde am 12. Juli 2021 von Honorarkonsul Dušan Dvorecký offiziell eingeweiht und nahm am 10. August 2021 seine Tätigkeit auf.
Seit seiner Gründung befindet es sich in der Einsteinova ulica 9 in Bratislava.